# Bolo Floresta Negra

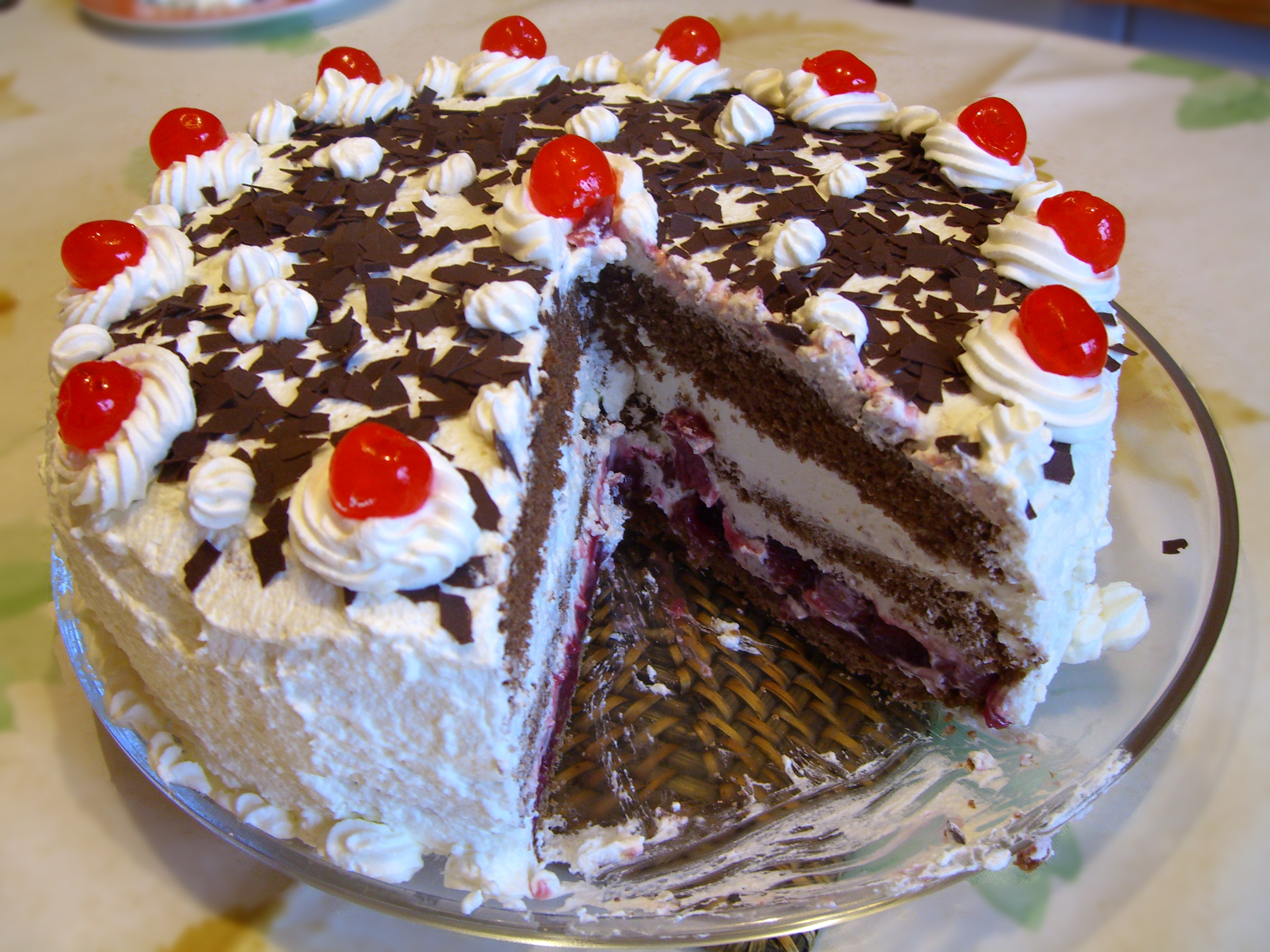
Um bolo Floresta Negra.

O bolo Floresta Negra é a sobremesa alemã Schwarzwälder Kirschtorte, literalmente, "bolo de cereja Floresta Negra"
Tipicamente, o bolo Floresta Negra consiste de algumas camadas de bolo de chocolate, com chantilly e cerejas entre cada camada. Depois, o bolo é coberto com mais creme chantilly, cereja marrasquino, e raspas de chocolate. Em algumas culturas da Europa, são utilizadas cerejas Ginja entre as camadas e na decoração. Tradicionamente, Kirschwasser (um licor claro, destilado de cerejas negras) é adicionado ao bolo, mas sendo comum também o uso de outros licores (como o rum, mais comum nas receitas austríacas. Nos Estados Unidos, o bolo Floresta negra é mais comumente preparado sem álcool. Entretanto, segundo as tradições alemãs, o Kirschwasser é obrigatório na receita, sendo ilegal a venda do bolo sob o nome Floresta Negra sem o licor.

## História
O bolo não foi nomeado diretamente por influência da Floresta Negra (Schwarzwald, região montanhosa na região sudeste da Alemanha), senão pelo licor de cerejas Ginja típico daquela região, conhecido como Schwarzwälder Kirsch(wasser). Este é o ingrediente que, com o toque característico de cereja e o teor alcoólico, dá o sabor ao bolo. Cerejas, chantili e Kirschwasser foram combinados como sobremesa pela primeira vez na forma de uma receita com cerejas cozidas, que eram servidas com creme e Kirschwasser, enquanto o bolo combinando cerejas, biscoito e chantili (mas sem o Kirschwasser) provavalmente surgiu na Alemanha.
Hoje em dia, o Cantão de Zug, na Suíça, é renomado internacionalmente por sua Zuger Kirschtorte, uma bolo com base de biscoito que não conta com Kirschwasser entre seus ingredientes. Uma versão do cantão de Basel também existe. O confeiteiro Josef Keller (1887–1981) afirmou ter inventado a Schwarzwälder Kirschtorte na sua forma presente em 1915, no proeminente Café Agner em Bad Godesberg, agora uma região suburbana de Bonn, cerca de 500 km ao norte da Floresta Negra. Esta afirmativa, entretanto, nunca foi confirmada.
Schwarzwälder Kirschtorte foi mencionada pela primeira vez em um escrito em 1934, quando era particularmente associada a Berlin, mas também encontrada em confeitarias de classe alta em outras cidades da Alemanha, Áustria e Suíça. Em 1949, o bolo Floresta Negra ocupava o 13º lugar em uma lista dos bolos alemães mais conhecidos, e desde então, a Schwarzwälder Kirschtorte se tornou renomada mundialmente.

## A versão sueca do "bolo Floresta Negra"

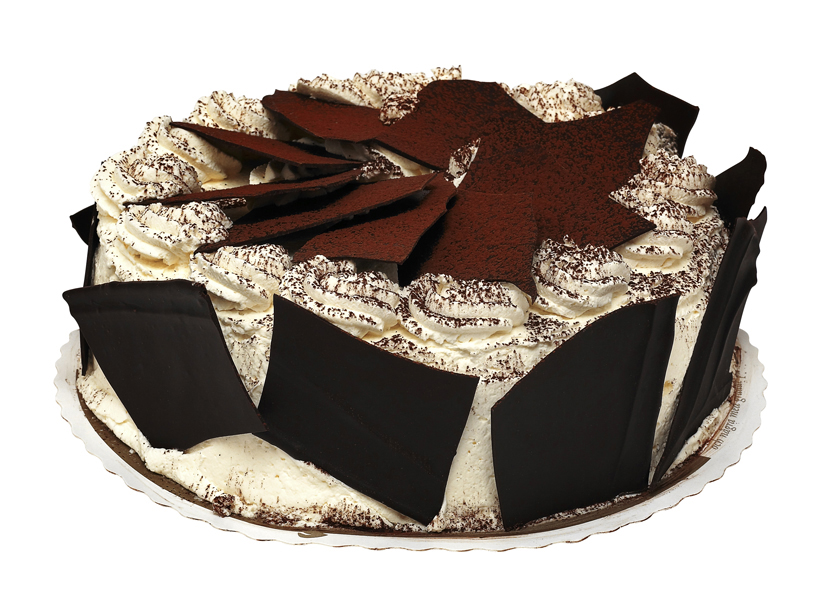
A Schwarzwaldtårta sueca

Um bolo sueco chamado Schwarzwaldtårta é relatado como Floresta Negra apenas pelo nome. Esta versão consiste em camadas de suspiro com creme batido (chantilly) entre as camadas. Em seguida, todo o bolo é coberto com chantilly, e decorado com chocolate.